# Barberá Rookies 2022
Questa voce raccoglie le informazioni riguardanti i Barberá Rookies nelle competizioni ufficiali della stagione 2022.

## Maschile

### LNFA Serie A 2022

#### Stagione regolare
| Sa Vileta-Son Rapinya 23 gennaio 2022, ore 12:00 2ª giornata | Mallorca Voltors | 0 – 47 referto | Barberá Rookies | Polideportivo Municipal de Son Moix |

| Barberà del Vallès 5 febbraio 2022, ore 15:00 3ª giornata | Barberá Rookies | 63 – 21 referto | L'Hospitalet Pioners | Instal·lacions de Can Llobet |

| Barberà del Vallès 13 febbraio 2022, ore 11:00 4ª giornata | Barberá Rookies | 35 – 20 referto | Badalona Dracs | Instal·lacions de Can Llobet |

| Saragozza 27 febbraio 2022, ore 12:00 5ª giornata | Zaragoza Hurricanes | 6 – 48 referto | Barberá Rookies | CDM David Cañada |

| Barberà del Vallès 19 marzo 2022, ore 16:00 7ª giornata | Barberá Rookies | 19 – 26 referto | Mallorca Voltors | Instal·lacions de Can Llobet |

| L'Hospitalet de Llobregat 27 marzo 2022, ore 15:30 8ª giornata | L'Hospitalet Pioners | 7 – 30 referto | Barberá Rookies | Stadio de la Feixa Llarga |

| Badalona 10 aprile 2022, ore 11:30 9ª giornata | Badalona Dracs | 7 – 21 referto | Barberá Rookies | Camp Municipal de Montigalà |

| Barberà del Vallès 24 aprile 2022, ore 12:00 10ª giornata | Barberá Rookies | 36 – 13 referto | Zaragoza Hurricanes | Instal·lacions de Can Llobet |

#### Playoff
| 7 maggio 2022 Semifinale | Barberá Rookies | 14 – 37 | Las Rozas Black Demons |  |

### Statistiche di squadra
| Competizione      | %Vittorie | In casa | In casa | In casa | In casa | In casa | In casa | In trasferta | In trasferta | In trasferta | In trasferta | In trasferta | In trasferta | Totale | Totale | Totale | Totale | Totale | Totale |
| Competizione      | %Vittorie | G       | V       | N       | P       | Pf      | Ps      | G            | V            | N            | P            | Pf           | Ps           | G      | V      | N      | P      | Pf     | Ps     |
| ----------------- | --------- | ------- | ------- | ------- | ------- | ------- | ------- | ------------ | ------------ | ------------ | ------------ | ------------ | ------------ | ------ | ------ | ------ | ------ | ------ | ------ |
| Stagione regolare | .875      | 4       | 3       | 0       | 1       | 153     | 80      | 4            | 4            | 0            | 0            | 146          | 20           | 8      | 7      | 0      | 1      | 299    | 100    |
| Playoff           | .500      | 1       | 0       | 0       | 1       | 14      | 37      | 0            | 0            | 0            | 0            | 0            | 0            | 1      | 0      | 0      | 1      | 14     | 37     |
| Totale            | .778      | 5       | 3       | 0       | 2       | 167     | 117     | 4            | 4            | 0            | 0            | 146          | 20           | 9      | 7      | 0      | 2      | 313    | 137    |